# Gunnar Dahl (författare)
Gunnar Dahl, född 2 juni 1942, är en svensk författare och historiker. Efter en karriär i svensk exportindustri bytte Dahl på 1990-talet till forskarstudier i historia vid Lunds universitet. Hans doktorsavhandling i historia, Trade, Trust, and Networks (1998), handlar om italiensk affärskultur under 1300-1400-talet. Dahl har senare skrivit böcker om Romerska riket, medeltiden och 1800-talets Europa.